# 잠들지 않는 남도
잠들지 않는 남도는 안치환이 작사, 작곡한 대한민국의 민중가요이다.

## 수록
1988년 <총파업가 (노동자 노래단)>에 먼저 수록되었고, 이후 1989년 <노래를 찾는 사람들 2>에 수록되었다. 1994년 솔로가수로 데뷔한 안치환이 자신의 앨범에 수록했는데 <안치환 1+2>에 수록되어 있다.

## 가사의 의미
이 노래는 1940년대 중후반 제주 4·3 사건의 고통을 담고 있다. 2013년 일본 도쿄의 소레이유합창단이 이 노래를 불렀는데, 단원 사이토 가즈키는 “몇 해 전 <엔에이치케이>(NHK)에서 방영한 다큐멘터리를 보고 4·3을 알게 됐다. 재일동포 소설가 김석범 선생이 쓴 <화산도>를 읽고, ‘잠들지 않는 남도’에 담긴 뜻을 배웠다. 전후세대여서 전쟁을 모르고 한국에 대해서도 잘 몰랐는데 여기 와서 전쟁의 비극, 학살이 무엇인지 알게 됐다”고 말했다.